# Уинстън Рийд
Уинстън Уирему Рийд (на английски: Winston Wiremu Reid) е бивш новозеландски футболист от маорски произход, роден на 3 юли 1988 г. в Норт Шор. Със своя гол в 93-тата минута на мача срещу Словакия на Световното първенство през 2010 г. той донася първата точка за Нова Зеландия на Световно първенство по футбол.

## Клубна кариера
Рийд започва да тренира футбол в Такапуна от родния си град, но на десетгодишна възраст се мести в Дания при датския си доведен баща и продължава да играе за СУБ Сьондерборг. По-късно преминава в академията на Митюлан, а през 2005 г. дебютира за мъжкия отбор. От сезон 2008/2009 е твърд титуляр. На 5 август 2010 г. подписва договор с английския

## Национален отбор
Уинстън Рийд получава датско гражданство през 2006 г. и до 2010 г. изиграва общо 15 мача за различни формации на датския национален отбор. Седмица след като заявява, че иска да играе за мъжкия отбор на Дания, той променя намеренията си и приема поканата на треньора на Нова Зеландия Рики Хърбърт. Въпреки че Хърбърт никога не го е виждал на живо в игра, Рийд е включен в състава за Световното първенство през 2010 г. и дебютира в края на май в приятелски мач срещу Австралия. На Световното първенство изиграва три мача и отбелязва един гол.

### Голове
| # | Дата        | Място                   | Съперник | Гол в мача | Краен резултат | Повод |
| - | ----------- | ----------------------- | -------- | ---------- | -------------- | ----- |
| 1 | 15 юни 2010 | Рустенбург, Южна Африка | Словакия | 1:1        | 1:1            | СП    |

## Успехи
Мидтиланд
- Датска Суперлига
  - Вицешампион: 2007, 2008